# Захищена операційна система
Це список операційних систем, спеціально орієнтованих на безпеку. Операційні системи для загального використання можуть бути безпечними без особливої уваги до безпеки.
Подібні концепції включають операційні системи з оцінкою безпеки, які пройшли сертифікацію від аудиторської організації, і надійні операційні системи, які забезпечують достатню підтримку багаторівневої безпеки та мають підтверджену правильність для задоволення певного набору вимог.

## Linux

### На базі Android
- GrapheneOS — це вільна відкрита прошивка Android, орієнтована на конфіденційність і безпеку
- Kali NetHunter — це вільна відкрита мобільна операційна система, заснована на Kali Linux, зазвичай для пристроїв Android

### На основі Debian
- Subgraph[en] — це операційна система на базі Linux, розроблена стійкою до стеження та втручання з боку складних супротивників через Інтернет. ОС Subgraph спрямована на зменшення поверхні атаки операційної системи та ускладнення виконання певних класів атак. Це досягається посиленням системи та постійним зосередженням на безпеці та стійкості до атак. ОС Subgraph також забезпечує цілісність встановлених програмних пакунків за допомогою детермінованої компіляції[en]. Її ядро посилене за допомогою наборів патчів Grsecurity і PaX, просторів назв Linux[en], Xpra[en] для обмежування застосунків, обов'язкового шифрування файлової системи за допомогою LUKS, стійкості до атак холодного завантаження та налаштоване за замовчуванням для обмеження мережевого зв'язку для встановлених застосунків незалежними каналами анонімної мережі Tor[джерело?].
- Tails — це захищений дистрибутив Linux, спрямований на збереження конфіденційності та анонімності. Він призначений для запуску як Live CD або з USB-накопичувача і не записує ніяких даних на диск, якщо це не увімкнено. Тобто, він «живе» в оперативній пам'яті, і коли систему вимикають, все видаляється. Tails аварійно вимикається та стирає дані з оперативної пам'яті, якщо носій, з якого запущено систему, видалити[2].
- Whonix[en][3][4] — анонімна операційна система загального призначення, заснована на VirtualBox, Debian Linux і Tor. Проєкт Whonix унеможливлює витоки IP і DNS: навіть шкідливе програмне забезпечення, яке має права суперкористувача, не може дізнатися справжньої IP-адреси та місцезнаходження користувача. Це тому, що Whonix складається з двох (віртуальних) машин. Одна машина лише запускає Tor і діє як шлюз, який називається Whonix-Gateway. Інша машина, яка називається Whonix-Workstation, перебуває в повністю ізольованій мережі. Через один шлюз можуть працювати одночасно кілька робочих станцій Whonix, що забезпечить ізоляцію потоку[5]. Усі з'єднання здійснюються через Tor за допомогою віртуальної машини Whonix Gateway, тому витоки IP та DNS неможливі[6].

### На основі Fedora
- Qubes OS — це настільна операційна система, заснована на гіпервізорі Xen, яка дозволяє групувати програми в кілька ізольованих пісочниць (віртуальних машин) для забезпечення безпеки. Вікна програм, що працюють у цих пісочницях (доменах безпеки), можуть мати кольорове кодування для легкого розпізнавання. Домени безпеки можна налаштовувати: вони можуть бути тимчасовими (зміни у файловій системі не будуть збережені), а їхнє мережеве з'єднання можна маршрутизувати через спеціальні віртуальні машини (наприклад, ту, яка надає лише доступ до мережі Tor). Операційна система надає безпечні механізми для копіювання та вставлення, а також для копіювання файлів між доменами безпеки[7].

### На основі Gentoo
- Pentoo[en] — це дистрибутив типу Live CD і Live USB, призначені для тестування на проникнення та оцінення безпеки. Заснований на Gentoo Linux, Pentoo доступний у вигляді 32-розрядного і 64-розрядного інсталяційного Live CD. Він побудований на Hardened Gentoo, що включає посилене ядро та набір засобів.
- Tin Hat Linux походить від Hardened Gentoo. Він спрямований на створення дуже безпечного, стабільного та швидкого стільничного середовища, яке «живе» виключно в оперативній пам'яті[8].

### Інші дистрибутиви Linux
- Alpine Linux — це активно розроблюваний легкий дистрибутив на основі musl і BusyBox. Він використовує виправлення PaX і grsecurity в типовому ядрі і компілює всі пакунки із захистом від руйнування стека.
- Annvix спочатку його відокремлено від Mandriva, щоб створити серверний дистрибутив, зосереджений на безпеці, який має захист ProPolice, посилену конфігурацію та незначний цифровий слід. Були плани включити повну підтримку системи мандатного керування доступом RSBAC[en]. Однак проєкт Annvix завмер: останню версію випущено 30 грудня 2007 року[9].
- EnGarde Secure Linux[en] — це безпечна платформа для серверів. Від 2003 року вона має інструмент для мандатного керування доступом на основі браузера, який використовує SELinux. Крім того, він може містити вебзастосунки, DNS та корпоративні програми електронної пошти, особливо зосереджена на безпеці і не містить зайвого програмного забезпечення. Платформа спільноти EnGarde Secure Linux — це найсучасніша версія, доступна для безкоштовного завантаження[джерело?].
- Immunix[en] колишній комерційний дистрибутив Linux, зосереджений на безпеці. Включав багато власних розробок, зокрема, StackGuard; криптографічне підписування виконуваних файлів; патчі стану гонитви; код захисту від використання рядків форматування. Старі версії Immunix традиційно безкоштовні для некомерційного використання. Сам дистрибутив Immunix ліцензується за двома ліцензіями: комерційною та некомерційною ліцензіями Immunix. Проте багато інструментів, як і ядро, підлягають GPL[джерело?].
- Openwall Project[en] (Owl) від Solar Designer[en] був першим дистрибутивом,[джерело?] який мав невиконуваний[en] стек у просторі користувача[en], захист від стану гонитви та контроль доступу до даних за допомогою виправлень ядра. Він також має каталог tmp для кожного користувача на основі модуля PAM pam_mktemp і підтримує шифрування за алгориитмом Blowfish.

## На основі BSD
- TrustedBSD — це підпроєкт FreeBSD, розроблений для додавання довірених розширень операційної системи, орієнтований на загальні критерії оцінки безпеки інформаційних технологій Common Criteria (див. також Orange Book). Його особливостями є списки контролю доступу, аудит подій, розширені атрибути, мандатне керування доступом та продуманими можливостями[en] . Як відомо, списки контролю доступу стикаються з проблемою розгубленого помічника[en], а можливості дозволяють уникнути цієї проблеми. У рамках проекту TrustedBSD також є порт реалізації FLASK/TE NSA для роботи на FreeBSD. Багато з цих надійних розширень інтегровано в головну гілку FreeBSD, починаючи з 5.x.
- OpenBSD — це дослідницька операційна система для розробки засобів захисту[10].

## Системи об'єктних можливостей
Усі ці операційні системи розроблені на основі парадигми безпеки на основі мандатних посилань, коли замість того, щоб система вирішувала, чи потрібно надавати запит на доступ, пов'язування повноважень та призначень унеможливлює запити чогось недозволеного.
- EROS[en]
- Genode[en]
- Fiasco.OC[en]
- KeyKOS[en]
- seL4[en]

## На основі Solaris
- Trusted Solaris — колишня захищена версія операційної системи Solaris. Націлена перш за все на державний сектор, Trusted Solaris включає засоби докладного аудиту всіх завдань, PAM, обов'язковий контроль доступу, додаткові пристрої фізичної аутентифікації та детальний контроль доступу. Trusted Solaris сертифікована Common Criteria[11][12]. Остання версія Trusted Solaris 8 (випущена в 2000 році) отримала рівень сертифікації EAL4, доповнений низкою профілів захисту. Telnet був уразливим до експлойтів переповнення буфера, поки його не виправили в квітні 2001 року.